# Cianoformiato di metile
Il cianoformiato di metile è un estere; era il principio attivo dello Zyklon A, un insetticida prodotto durante la prima guerra mondiale. 
La sua produzione venne bandita dal trattato di Versailles, poiché poteva essere usato come composto intermedio nella produzione di gas velenosi, come il tristemente noto Zyklon B, usato dalla Germania nazista come gas tossico nei campi di sterminio.